# Mont Ainos
Le mont Aenos ou Ainos (grec ancien : Ὄρος Αἶνος ; grec moderne : Όρος Αίνος ; italien : Monte Nero ou Montagna Nera) est une petite chaîne montagneuse de Céphalonie, une île Ionienne de Grèce. Elle est le prolongement de la chaîne montagneuse du Pinde qui commence en Serbie et traverse l'Albanie. Le point culminant en est le Mégas Sorós (Μέγας Σωρός, Gros-Sommet) à 1 628 m d'altitude. Le parc national du mont Ainos, créé en 1962, suit la ligne des crêtes de la montagne.

## Géographie

### Situation, topographie

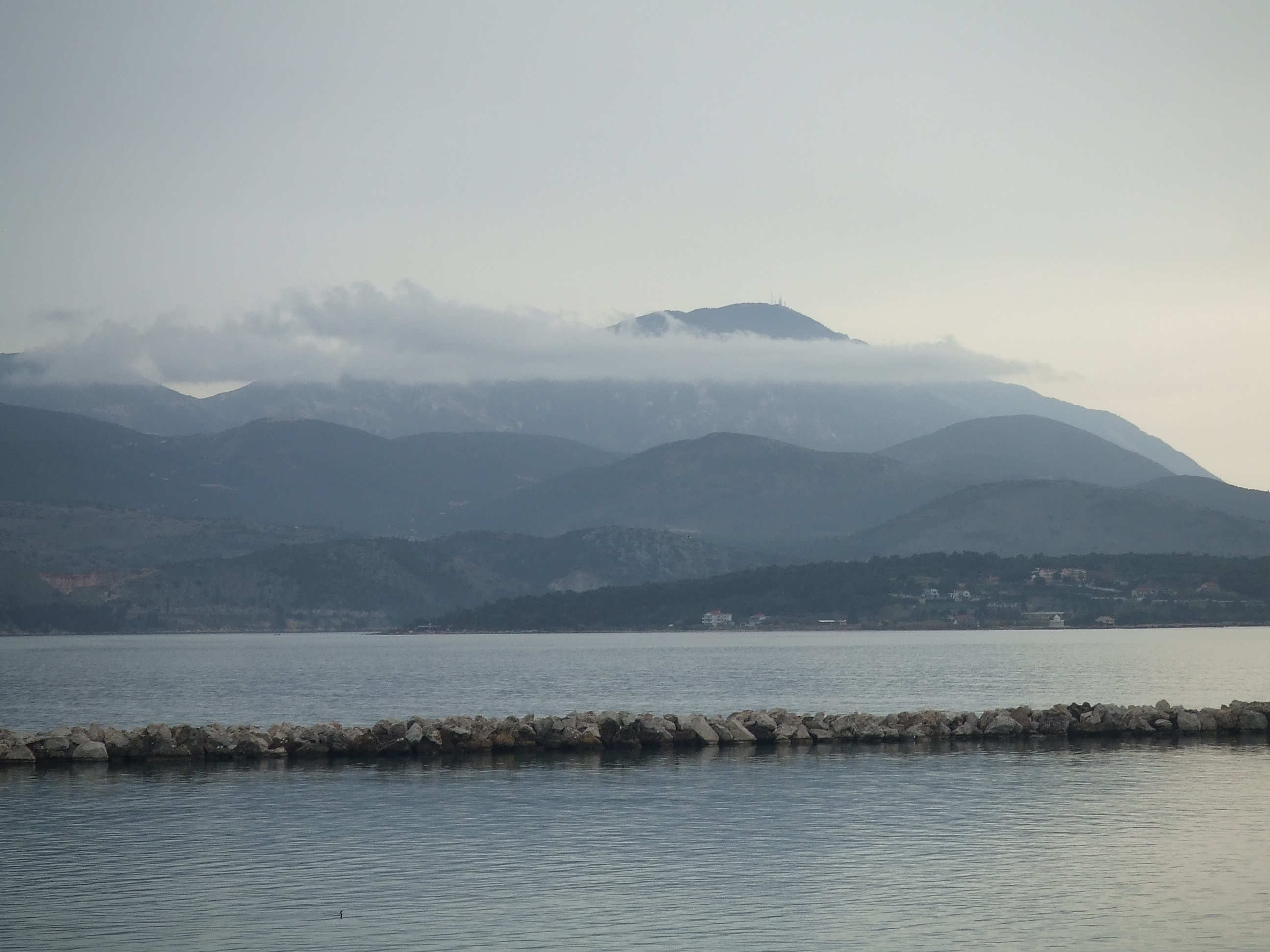
Vue du mont Ainos depuis Lixouri.

L’Ainos est long de 10 km et forme une épine dorsale suivant la direction sud-est / nord-ouest de l’île. Une extension de l'Ainos au nord-ouest s'appelle le mont Roúdi, avec comme point culminant le pic Gioutári à 1 125 m d'altitude.
Les versants sud et sud-ouest sont escarpés ; les autres faces ont des pentes moins prononcées,.
Par beau temps on peut voir à l'horizon le nord-ouest du Péloponnèse et l'Étolie ainsi que les autres îles Ioniennes de Zante, Leucade et Ithaque.

### Géologie
Le mont Ainos ainsi que toute la partie ouest de l'île font partie de la zone tectonique de Paxos, soit une extension orientale de la plaque adriatique (contrairement au mont Kókkini Ráchi sur la côte est de l'île, qui appartient à la plaque de la mer Égée). En conséquence, la Céphalonie dans son ensemble et ses montagnes en particulier sont traversées par un réseau de failles complexe.
Les roches principales sont le calcaire et la dolomie, dont l'origine s'étend du Crétacé au Paléogène. Les calcaires du Crétacé supérieur sont particulièrement susceptibles de se transformer en karst, et les jonctions de leurs couches bien délimitées produisent souvent des cavités karstiques souterraines. En surface on trouve de nombreux lapiaz. C'est la combinaison de lapiaz et de cavités souterraines qui a amené la formation du poljé au pied de la face est de l'Ainos à 390 mètres d'altitude, et des fréquentes grottes dans la région. De même, c'est la raison pour laquelle le massif possède peu de sources accessibles, à part quelques rares points d'eau de surface.
L'escarpement inégal des versants sud et sud-ouest (plus escarpés), et des autres faces aux pentes moins prononcées est dû à l'orientation principalement vers l'est des couches de calcaire du Crétacé. Ceci implique que la majeure partie des précipitations sur le massif est drainée vers la côte est, principalement par l'intermédiaire des puits et autres cavités souterraines du massif (la même disposition explique également que l'écoulement des katavothrès de l'île se fait sous le massif d'ouest en est, d'Argostóli vers Sami et non l'inverse).

### Climat
Le climat est de type méditerranéen : hivers humides, étés secs avec de rares précipitations et des températures qui varient selon l'altitude mais dont la moyenne en période chaude reste en dessous de 22 °C. En janvier-février ces températures descendent autour de 1 °C, et montent en juillet jusqu'à environ 26,5 °C. Il neige généralement de décembre à mars.

Le mont Ainos par temps neigeux. Février 2017.

La mer Adriatique induit des brouillards essentiels en été pour la survie de certaines plantes.

### Flore
Sur le mont Ainos se trouve une forêt de sapins de Céphalonie exceptionnelle pour sa pureté génétique grâce à sa situation insulaire. Le sapin de Céphalonie est menacé de disparition par hybridisation avec Abies alba, en particulier dans le nord de sa zone de répartition. Pour cette raison, un parc national a été créé en 1962 le long de la crête du mont Ainos. On retrouve cette espèce sur le mont Roudi, mélangée à des arbustes : poirier faux-amandier (Pyrus amygdaliformis), aubépine (Crateagus), et d'autres, ainsi qu'au pin noir (Pinus nigra).
Une surface de 646 ha sur la montagne Roúdi abrite des épineux de type astragale (Astragalus cephalonicus et Astragalus angustifolius), qui dominent dans les plus hautes zones alpestres rocheuses et composent un espace différencié du reste du parc.
Il y a également d'importantes populations de sauge de Jérusalem (Phlomis fruticosa) et de violette de Céphalonie (Viola heterophylla), une autre espèce endémique.
Liste de la flore du parc,, :
- Abies cephalonica (sapin de Céphalonie)
- Ajuga orientalis aenesia (bugle du levant)[10]
- Alkanna corcyrensis (genre alkanna)
- Arbutus unedo (arbousier)
- Arenaria guicciardii (genre arenaria)
- Astragalus cephalonicus (Astragale de Céphalonie)
- Astragalus sempervirens cephalonicus (astragale sempervirente de Céphalonie)
- Campanula garganica cephallenica (campanule étoilée de Céphalonie)
- Centaurea alba albanica (centaurée blanche)
- Cerastium candidissimum (genre céraiste)
- Crocus hadriaticus (crocus de l'Adriatique)
- Erysimum cephalonicum (vélar de Céphalonie)
- Galium peloponnesiacum (gaillet du Péloponnèse)
- Geocaryum peloponnesiacum
- Paronychia albanica graeca (paronyque blanche de Grèce)
- Petrorhagia fasciculata (œillet fasciculé)
- Pistacia lentiscus (pistachier lentisque)
- Poa cephalonica (pâturin de Céphalonie)
- Phlomis fruticosa (espèce de Phlomis dite « sauge de Jérusalem »)
- Quercus coccifera (chêne kermès)
- Scaligeria moreana
- Scutellaria rubicunda ikarica (espèce de scutellaria)
- Silene ionica (silène ionienne)
- Silene ungeri
- Thymus holosericeus (espèce de thym)
- Viola cephalonica (violette de Céphalonie)

### Faune
Importante pour l’île mais peu variée, la faune du parc comprend quelques mammifères comme le renard (Vulpes vulpes), la fouine (Martes foina), le lièvre d’Europe (Lepus europaeus) et d'autres espèces communes. La population aviaire inclut quelques corvidés et falconidés comme le circaète Jean le Blanc (Circaetus gallicus), la bartavelle (Alectoris graeca), et des oiseaux migrateurs variés. On y a récemment découvert le pic noir (Dryocopus martius), sorte de pic-vert qui ne se trouve dans aucune autre île de la Méditerranée.
Le mont Ainos et le mont Kalon sont des habitats privilégiés pour certains oiseaux de proie, dont le faucon lanier (Falco biarmicus, espèce rare et en danger de disparition) et le circaète Jean-le-Blanc (Circaetus gallicus). La région était autrefois régulièrement visitée par le vautour fauve (Gyps fulvus) en provenance des colonies de l'ouest de la Grèce, mais il est devenu extrêmement rare de l'y voir. Le parc abrite des couples du plus grand hibou de Grèce, le grand-duc d'Europe (Bubo bubo).
Une horde de chevaux (Equus caballus) vit à l’état semi-sauvage dans le parc. Les chevaux d'Ainos ne sont pas une race reconnue ; ils sont classés comme Poneys de montagne de type B. Ils sont les descendants des chevaux du Pinde, dont trois races sont maintenant disparues : Achéens, Thessaliens et Thraciens. On les trouve également, en bien plus grand nombre, à Árta (au nord de Leucade, dans le sud des montagnes du Pinde) où leurs conditions de vie sont nettement meilleures. Sur le mont Ainos une seule source d'eau leur est accessible, qu'ils partagent avec les troupeaux et les autres animaux sauvages ; d'accès difficile à cause des nombreux rochers, elle entraîne des pathologies dans les articulations des membres. Le manque d'eau en été fait disparaître l'herbe de la mi-juillet jusqu'à la mi-décembre ; les températures ont alors considérablement baissé, et le trajet entre l'eau et les pâturages est trop long. Il ne restait plus que 22 individus en 2002. ELATI, une Ligue environnementale pour les animaux ioniens (Environmental League for Animals in the Ionian) a été créée en 2002 pour aider cette population à surmonter son déclin.
Liste de la faune du parc,, :
Mammifères
- Canis aureus moreoticus (chacal doré)
- Lepus europaeus carpathous (lièvre des Carpathes)
- Martes foina (fouine)
- Meles meles (blaireau européen)
- Mustela nivalis galinthias (belette)
- Talpa caeca (taupe aveugle)

Batraciens et reptiles
- Algyroides moreoticus (espèce de lézard)
- Bufo bufo bufo (crapaud commun)
- Coluber gemonensis gemonensis (maintenant appelée Hierophis gemonensis)
- Elaphe situla (couleuvre léopard)[12]
- Telescopus fallax fallax
- Testudo hermanni hermanni (tortue d'Hermann)[12]
- Vipera ammodytes meridionalis

Oiseaux
- Accipiter brevipes (épervier à pieds courts)[13]
- Accipiter nisus (Épervier d'Europe)
- Alectoris graeca (Perdrix bartavelle)
- Anthus campestris campestris (Pipit rousseline)[13]
- Apus apus apus (Martinet noir)[14]
- Apus melba (Martinet à ventre blanc)
- Athene noctua (Chouette chevêche d'Athéna)
- Bubo bubo (Grand-duc d'Europe)[13]
- Buteo buteo buteo (Buse variable)[14]
- Buteo rufinus rufinus (Buse féroce)[13]
- Carduelis cannabina (Linotte mélodieuse)
- Carduelis carduelis (Chardonneret élégant)
- Carduelis chloris (Verdier d'Europe)
- Circaetus gallicus (Circaète Jean-le-Blanc)[13]
- Circus aeruginosus (Busard des roseaux)[13]
- Circus macrourus (Busard pâle)[13]
- Circus pygargus (Busard cendré)[13]
- Columba palumbus palumbus (Pigeon ramier)[14]
- Corvus corone (Corneille noire)
- Delichon urbica urbica (Hirondelle de fenêtre)[14]
- Emberiza cirlus (Bruant zizi)
- Emberiza melanocephala (Bruant mélanocéphale)
- Falco biarmicus feldeggi (Faucon lanier)[13]
- Falco peregrinus brookei (Faucon pèlerin)[13]
- Falco tinnunculus (Faucon crécerelle)
- Ficedula albicollis (Gobemouche à collier)[13]
- Ficedula semitorquata (Gobemouche à demi-collier)[13]
- Fringilla coelebs (Pinson des arbres)
- Galerida cristata (Cochevis huppé)
- Garrulus glandarius (Geai des chênes)
- Hippolais olivetorum (Hypolaïs des oliviers)[13]
- Hippolais pallida elaeica (Hypolaïs pâle)[14]
- Cecropis rufula (Hirondelle rousseline)
- Hirundo rustica rustica (Hirondelle rustique)[14]
- Lanius collurio collurio (Pie-grièche écorcheur)[13]
- Lanius minor (Pie-grièche à poitrine rose)[13]
- Lanius senator senator (Pie-grièche à tête rousse)[14]
- Lullula arborea arborea (Alouette lulu)[13]
- Luscinia megarhynchos (Rossignol philomèle)
- Merops apiaster (Guêpier d'Europe)
- Miliaria calandra (Bruant proyer)
- Motacilla flava beema (Bergeronnette printanière)[14]
- Muscicapa striata neumanni (Gobemouche gris)[14]
- Oenanthe hispanica (Traquet oreillard)[14]
- Oenanthe oenanthe (Traquet motteux)
- Oriolus oriolus oriolus (Loriot d'Europe)[14]
- Otus scops (Petit-duc scops)[14]
- Parus caeruleus (Mésange bleue)
- Parus major (Mésange charbonnière)
- Passer domesticus (Moineau domestique)
- Passer hispaniolensis (Moineau espagnol)[14]
- Pernis apivorus (Bondrée apivore)[13]
- Phylloscopus sibilatrix (Pouillot siffleur)
- Saxicola torquata (Tarier d'Afrique)
- Scolopax rusticola (Bécasse des bois)[14]
- Streptopelia decaocto (Tourterelle turque)
- Curruca cantillans (Fauvette des Balkans)
- Curruca melanocephala (Fauvette mélanocéphale)
- Streptopelia turtur (Tourterelle des bois)[14]
- Turdus merula (Merle noir)

Insectes
- Papilio alexanor (alexanor)
- Zerynthia polyxena (Diane, ou Thaïs)
- Saturnia pyri (grand Paon de nuit)

### Population
Environ 3 000 à 4 000 personnes vivent dans cette montagne. Des antennes-relais de télévision et de téléphone en occupent le sommet, ainsi qu'un radar de l'OTAN.

## Histoire
À Céphalonie, les denses forêts du mont Ainos ont fourni la matière première pour la construction de bateaux, depuis la période archaïque jusqu'aux temps vénitiens. Les anciens utilisaient le sapin pour la construction de trirèmes, galères à trois rangées de rameurs, car son bois est léger. On prétend même qu’Ulysse aurait construit ses bateaux en sapin d’Ainos.
La déforestation du mont Ainos par les Vénitiens n’est pas une légende : en 1501, le provéditeur vénitien employait deux cents bûcherons et charpentiers et aussi des ouvriers pour la gravure sur bois. Au XVIe siècle, un incendie de forêt en fit disparaître les deux tiers. En 1797 encore, la forêt a brûlé pendant des semaines et l'incendie en a détruit plus de la moitié.
Les feux de forêt étaient fréquents dans les années 1990 et au début des années 2000, et constituent toujours une menace majeure pour la population.

## Activités

### Protection environnementale

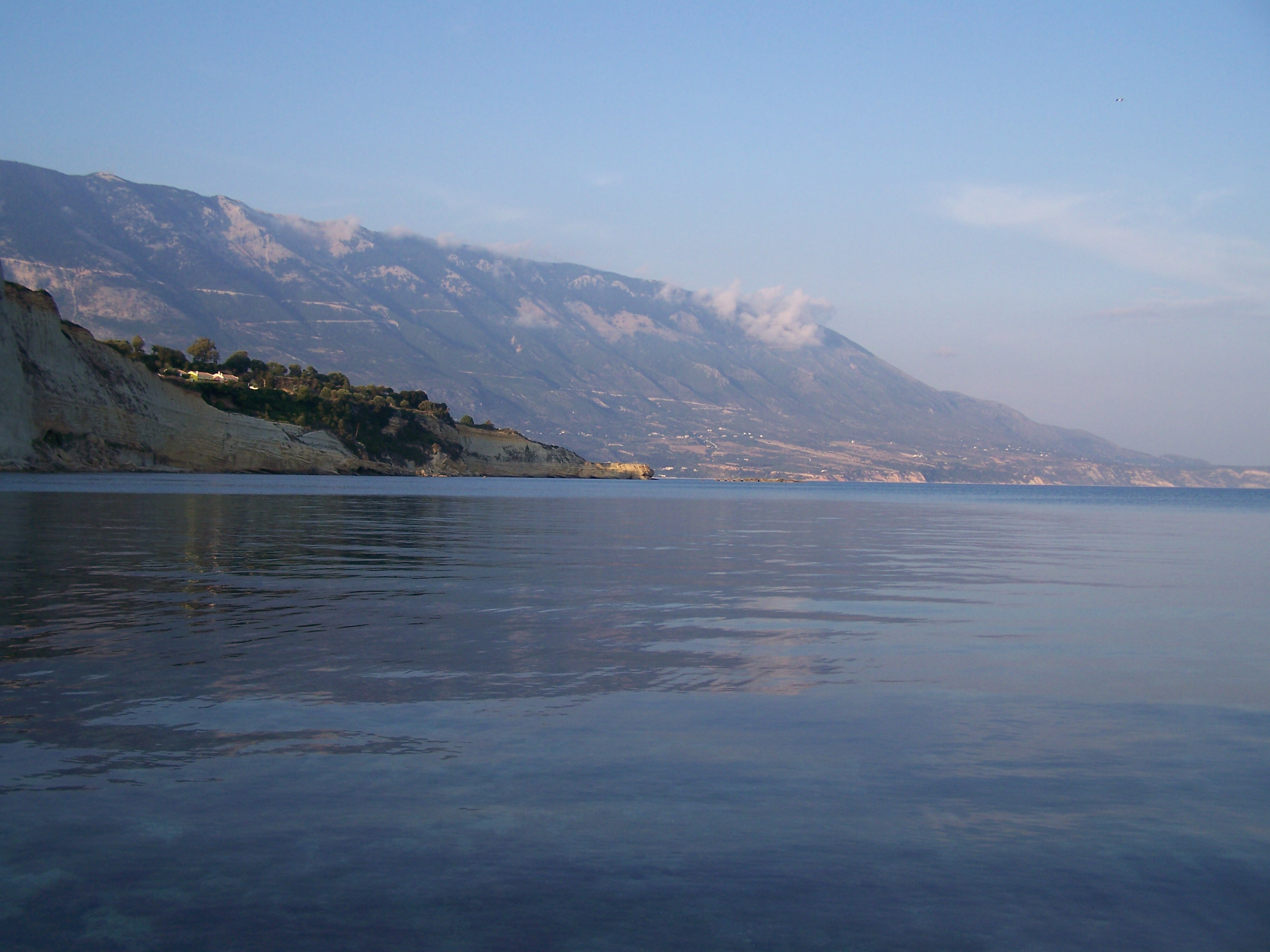
Vue du mont Ainos depuis la côte.

Avec une superficie de 2 862 ha, le parc national du mont Ainos est le plus petit des parcs nationaux de Grèce. Il a été fondé en 1962 spécifiquement pour protéger les 1 973 ha de sapins de Céphalonie ou sapin d'Apollon (Abies Cephalonica), espèce endémique de l'île et en danger de disparition pour cause d'hybridation. Le parc inclut le mont Kalon, voisin du mont Ainos, et est classé Natura 2000 comme « site d'intérêt communautaire » depuis le 1er septembre 2006. Long de 11 km du nord-ouest au sud-est, son altitude va de 600 à 1 628 m du sommet du mont Ainos.
Trois habitats principaux sont répertoriés : la forêt de sapins de Céphalonie, entre 700 et 1 200 m d'altitude et occasionnellement mélangée avec des espèces typiques de maquis méditerranéen (Quercus coccifera ou chêne kermès, Pistacia lentiscus ou pistachier lentisque, Arbutus unedo ou arbousier), particulièrement dense sur les faces est et nord mais très clairsemées au sud et au sud-ouest ; les pentes rocheuses à la végétation plus clairsemée mais dénombrant quelques espèces rares ; et les sommets rocheux, sans couvert forestier mais abritant la plupart des espèces endémiques de flore et de faune ioniennes, où l'on trouve quelques individus de Quercus coccifera sur les pentes ouest.
Certaines zones étaient cultivées dans le passé, en particulier d'olivers et de vignes, mais ont été abandonnées.

### Tourisme
Avec sa richesse florale et surtout aviaire, la combinaison mer - montagne constitue un important attrait touristique.
Il n'y a pas de station de sports d'hiver sur la montagne. En revanche, on y trouve de belles grottes dans la partie nord.
En plus de la randonnée pédestre, plusieurs activités sont proposées par quelques guides locaux : canyoning de décembre-janvier à mai-juin, traversée de gorge sur câble (ou à pied), alpinisme, cyclisme, observation de la faune et en particulier des nombreux oiseaux, safaris-découverte sur mesure, etc.
Une route passe dans la montagne, connectant le sud-ouest de l'île (Argostoli) avec la partie est (Sami). C'est l'un des rares axes routiers de la montagne. Le mont Soros est desservi par un chemin récemment goudronné, et un certain nombre de pistes accessibles en véhicule tout terrain permettent de visiter la montagne.
La zone du parc ne comprend ni hôtels, ni refuges.